# 雅明·艾智仁
（1914年04月12日—2013年02月19日），美國經濟學家，加州大学洛杉矶分校经济学名誉教授，其知名的学生有1990年诺贝尔经济学奖得主美国经济学家威廉·福塞斯·夏普、香港经济学家張五常等。

## 生平
於1932年入讀弗雷斯诺加州州立大学，在1934年轉往史丹佛大學。在1936年畢業，及後繼續在史丹佛大學攻讀博士學位。
任教於加州大學洛杉磯分校(UCLA)。
艾智仁指出，不同的歧視標准導致不同的資源配置效率。物競天擇，若資源配置效率太低，該物種就會消亡，剩下的物種表現出更高的資源配置效率。就人類社會而言，具有更高資源配置效率的資源配置制度，被認為是更加“理性化”的制度。貧困意味著資源的極度稀缺，一個貧困社會，長期而言，要麼消亡，要麼接受更有效率的資源配置制度。中國的市場化改革，是為了尋找更合理的資源配置制度，從而消除貧困。

## 主要著作
- 《不確定性、演化與經濟理論》（Uncertainty, Evolution and Economic Theory），在1950年發表。
- 《成本與生產》（Costs and Outputs），在1959年發表。
- 《Exchange and Production》

## 外部連結
- "Armen Alchian, （页面存档备份，存于）" The Concise Encyclopedia of Economics, Liberty Fund.
- Alchian's profile at UCLA.
- Article on Alchian from the UCLA student newspaper, the Daily Bruin.
- video collection from NewMedia Universidad Francisco Marroquín
- 張五常談論老師艾智仁的文章：
  - 艾智仁（一～三） （页面存档备份，存于）
  - 艾智仁（四～六） （页面存档备份，存于）

### 錄音資訊
- "The Intellectual Portrait Series: A Conversation with Armen A. Alchian (2000) （页面存档备份，存于）" at The Online Library of Liberty